# Hermann Eger
Hermann Eger (* 26. April 1877 in Weildorf; † 16. September 1944 in Weildorf) war ein deutscher Politiker (Zentrum).

## Leben und Wirken
Eger wurde als Sohn eines selbständigen Landwirts geboren. Nach dem Besuch der Volksschule in den Jahren 1883 bis 1891 absolvierte Eger eine Lehre zum Steinmetz, 1905 heiratete er. Politisch begann Eger sich in der katholisch geprägten Zentrumspartei zu engagieren. Erste parlamentarische Erfahrungen sammelte er noch im Kaiserreich, als er von 1913 bis 1918 dem Preußischen Landtag als Abgeordneter des Wahlkreises Hohenzollern angehörte.
Ab 1913 war er Mitglied im Kommunallandtag der Hohenzollernschen Lande. Im Dezember 1919 zog Eger im Nachrückverfahren in die Weimarer Nationalversammlung ein, in der er bis zum Juni 1920 den Wahlkreis 31 (Württemberg) vertrat. Im September 1921 wurde Eger erneut im Nachrückverfahren Mitglied einer parlamentarischen Körperschaft, als er als Ersatzmann für den ausgeschiedenen Abgeordneten in den ersten Reichstag der Weimarer Republik einzog, dem er bis zum Mai 1924 als Vertreter des Wahlkreises 34 (Württemberg) angehörte. Ferner war Eger von März 1921 bis Dezember 1922 Mitglied des Preußischen Staatsrates.